# Parc de Valency
Le parc de Valency est un parc public de la ville vaudoise de Lausanne, en Suisse.

## Histoire

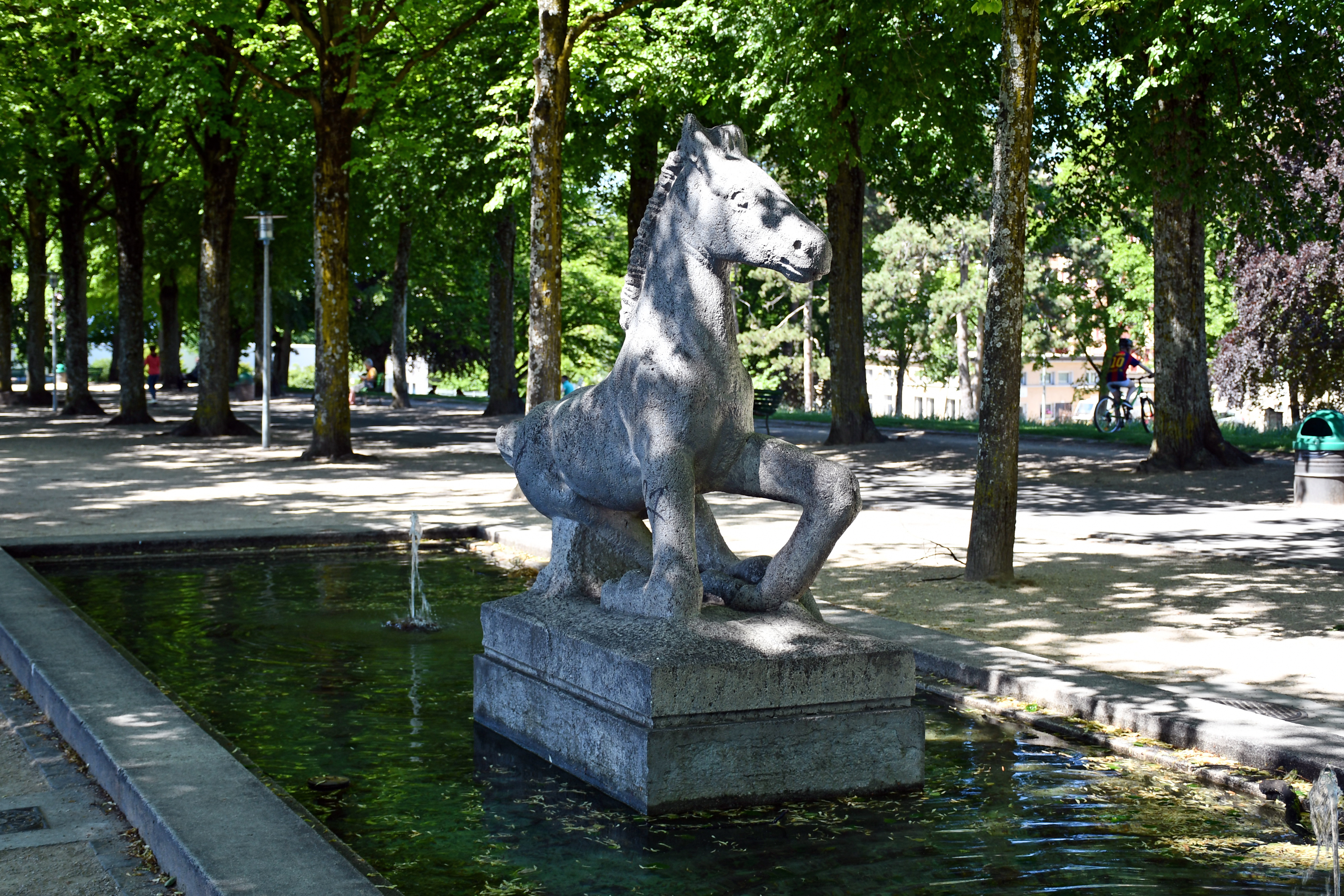
Le Poulain de Pierre Blanc, datant de 1942.

Propriété de l'Évêque, les lieux sont à l'origine rattachés au domaine de Prélaz. Ils changent plusieurs fois de propriétaire jusqu’au XIXe siècle, puis sont rachetés par la famille d’un banquier parisien, Monsieur Charrières-de Sévery, bourgeois de Lausanne. Lorsque la ville s’agrandit, le domaine est progressivement entouré de nouvelles habitations. En 1906, une pétition, déposés par des habitants du quartier, qui demandent qu'une promenade y soit créée, entraîne en 1931-1932 le rachat par la ville, en plusieurs étapes, de certaines parcelles de la propriété, pour la somme de 593 000 francs suisses. L'architecte Alphonse Laverrière est mandaté pour dessiner les plans du parc qui est créé entre 1934 et 1939. La ville suivra les plans pour la création de l'esplanade et de la rotonde qui la termine, mais créera au sud-ouest une prairie en pente au lieu du mur de soutènement proposé par Laverrière. Elle sera cultivée, dans le cadre du plan Wahlen pendant la Seconde Guerre mondiale. Divers travaux, achevés en 1986, donnent son aspect définitif au parc, plus petit que l’original,.

## Description

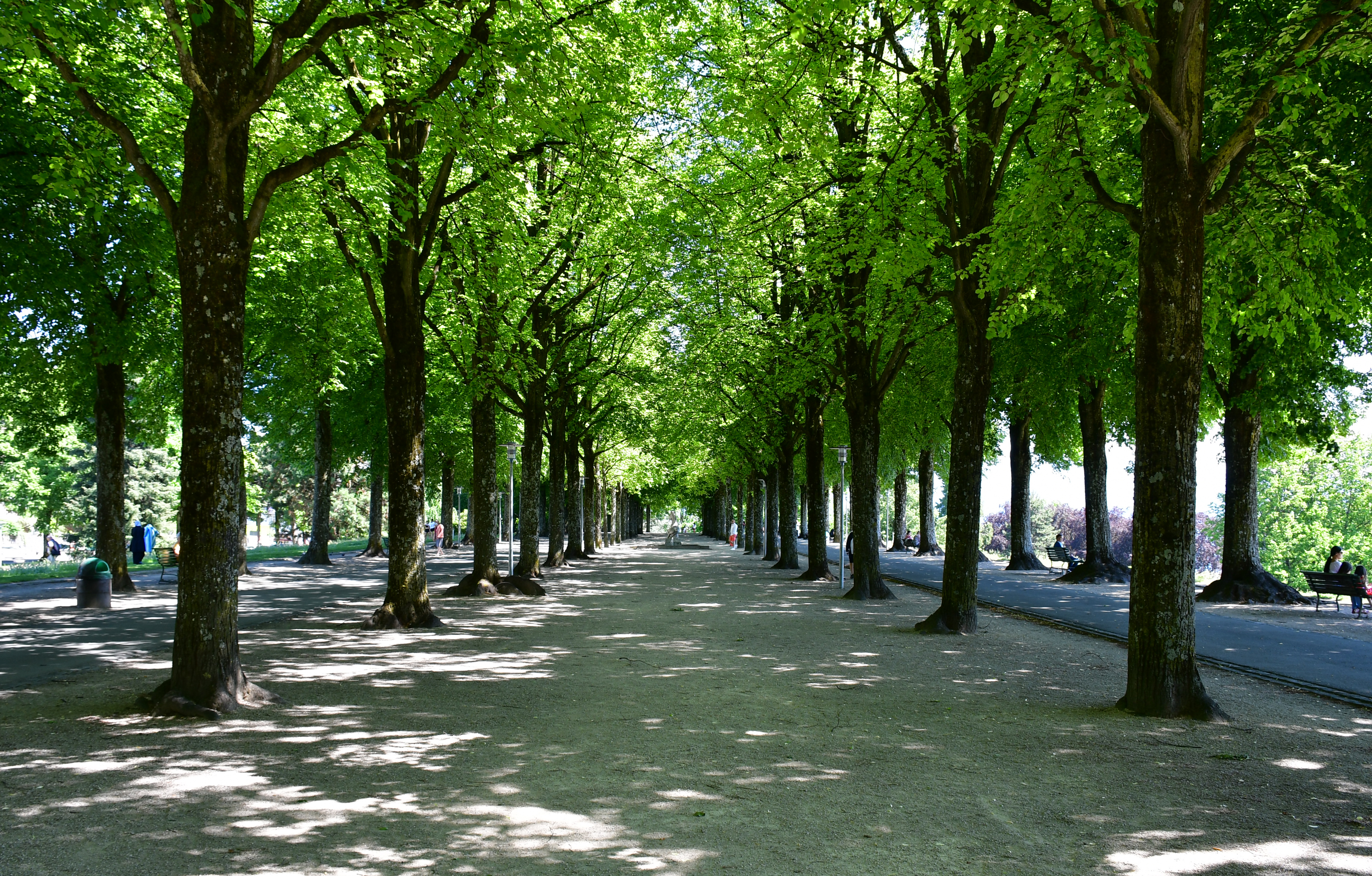
Le mail du parc, planté de quatre rangées de tilleuls.

Le parc de Valency est constitué d'un mail planté, sur 4 rangs, de 80 tilleuls, terminé par une rotonde qui offre un dégagement sur les Alpes françaises et le Léman. En son centre se trouve la fontaine Le Poulain, réalisée en 1942 par Pierre Blanc. Un parc paysager traversé d'un réseau de chemins et planté de hêtres pourpres (Fagus sylvatica f. purpurea) s'étend en contrebas, au sud-ouest de l'esplanade, alors que le nord-ouest du parc est constitué d'une zone forestière plus sauvage. Depuis 1992, le parc bénéficie de l'« entretien différencié » appliqué par la ville de Lausanne : les herbicides et l'arrosage ont été abolis et l'herbe n'est coupée que deux fois par année. La zone nord du parc, le long de la route de Prilly, est par contre engazonnée,,.

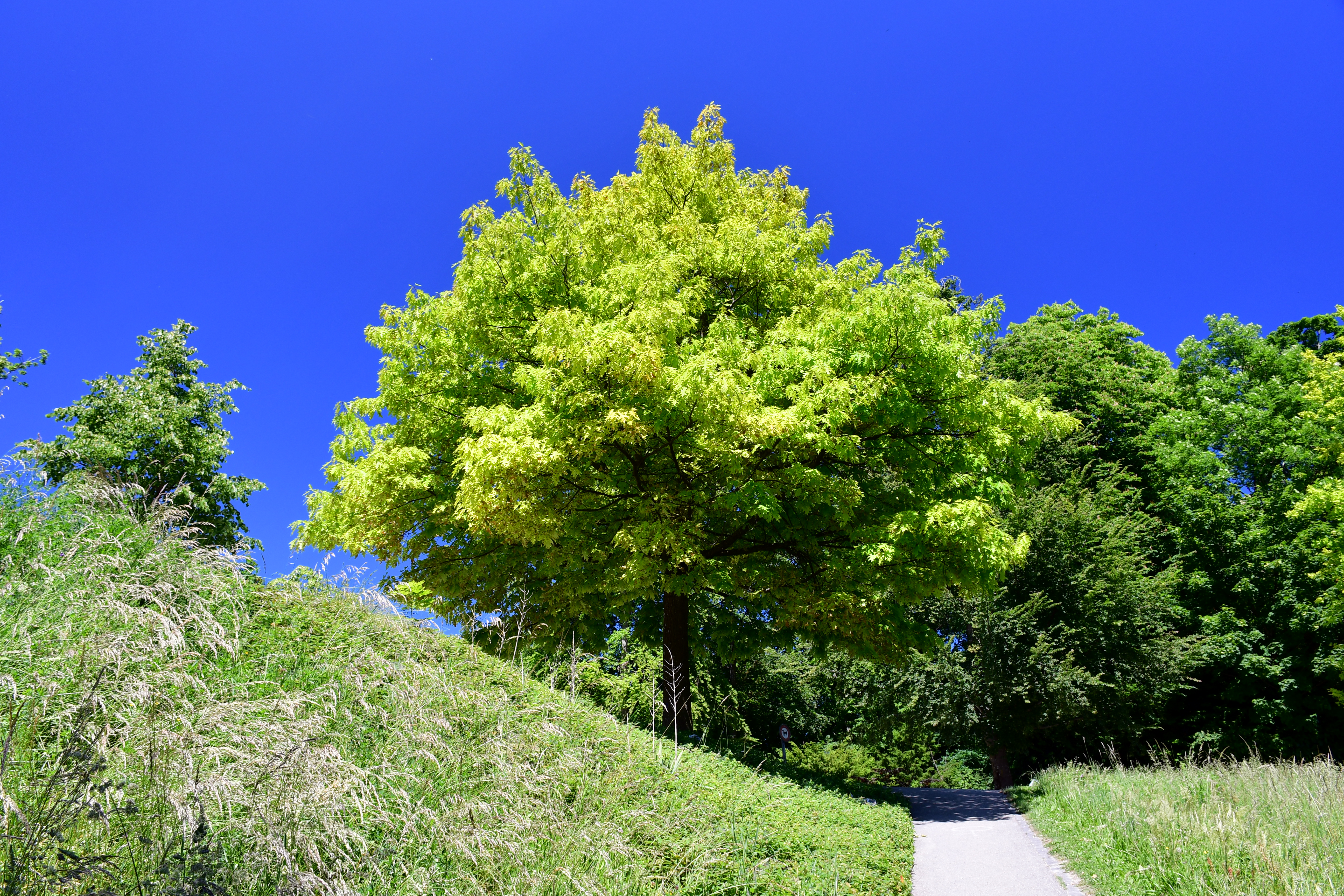
L'ouest du parc est plus sauvage.
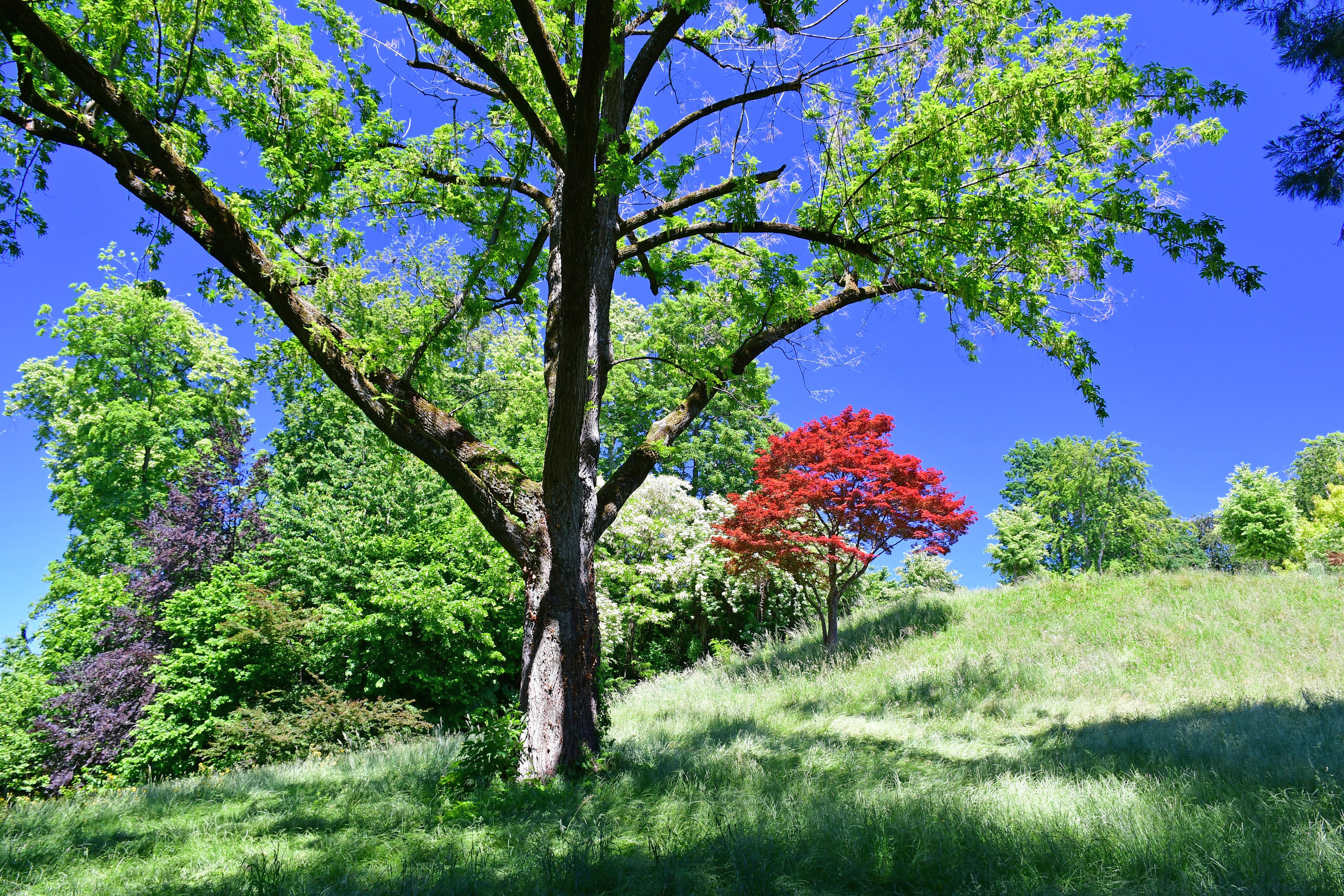